# Форбс, Артур, 2-й граф Гранард
Артур Форбс, 2-й граф Гранард (англ. Arthur Forbes, 2st Earl of Granard; ок. 1656 — 24 августа 1734) — ирландский пэр и военный.

## Происхождение
Родился около 1656 года. Старший сын Артура Форбса, 1-го графа Гранарда (1623—1696) и Кэтрин (урожденной Ньюкомен) Стюарт (вдова сэра Александра Стюарта, 2-го баронета). Его мать была старшей дочерью сэра Роберта Ньюкомена, 4-го баронета из Кена, и Энн Болейн.

## Карьера
Артур Форбс был полковником 18-го пехотного полка (Королевского ирландского полка) с 1686 по 1688 год , когда он был смещен королем Вильгельмом III и трижды заключен в тюрьму в лондонском Тауэре за «подозрение в сотрудничестве с Стюартами». Он служил на континенте под командованием Анри де ла Тур д’Овернь, виконта Тюренна, и принял участие в осаде Буды в 1686 году во время Великой турецкой войны.
Он был сторонником преемницы Вильгельма III, королевы Анны Стюарт, и во время её правления получил предложение стать губернатором Ямайки, от которого он отклонил.
В 1696 году после смерти своего отца Артур Форбс унаследовал 2-го графа Гранарда (Пэрство Ирландии), 2-го виконта Гранарда в графстве Лонгфорд (Пэрство Ирландии), 2-го барона Клэнхью в графстве Лонгфорд (Пэрство Ирландии) и 3-го баронета Форбса из замка Форбс в графстве Лонгфорд.

## Личная жизнь
В октябре 1678 года Артур Форбс женился на Мэри Родон (1661 — 1 апреля 1724), старшей дочери сэра Джорджа Родона, 1-го баронета из Мойры, и его второй жены, достопочтенной Дороти Конвей (старшая дочь Эдварда Конвея, 2-го виконта Конвея). У супругов было нескольких детей, в том числе:
- Артур Форбс, лорд Форбс (? — 1704), умер неженатым[5].
- Вице-адмирал Джордж Форбс, 3-й граф Гранард (21 октября 1685 — 29 октября 1765), в 1709 году он женился на достопочтенной Мэри (урожденная Стюарт) Престон, вдове Финеаса Престона и старшая дочь Уильяма Стюарта, 1-го виконта Маунтджоя, и достопочтенной Мэри Кут (старшая дочь Ричарда Кута, 1-го барона Кута)[4].
- Леди Джейн Форбс (? — октябрь 1760), она вышла замуж за майора Джозиаса Шампанжа из Портарлингтона (? — 1737)[6].
- Леди Дороти Форбс (? — 17 мая 1779), умерла незамужней[5].

Лорд Гранард скончался 24 августа 1734 года и был похоронен в Ньютаун-Форбсе, графство Лонгфорд. Ему наследовал графство его второй сын Джордж.